# На тверезу голову
«На тверезу голову» (англ. Swing Vote) — американський комедійний фільм режисера Джошуа Стерна, що вийшов за сприяння кінокомпанії Touchstone Pictures. Прем'єра фільму відбулася 20 травня 2008 року, а реліз на DVD та Blu-Ray вийшов 13 січня 2009 року. Swing vote термін, що позначає виборця, який не визначився з приналежністю до домінівних у політичній системі партій і може непередбачувано проголосувати за будь-якого кандидата.

## Сюжет
Бад Джонсон — дивакуватий невдаха, безробітний батько-одинак, любитель пива, але, загалом, добрий хлопець. Одного разу він прокидається у важкому похміллі і потрапляє в абсолютно несподівану ситуацію: тепер від нього залежить доля величезної країни.

## Ролі
| Актор           | Роль                                      |
| --------------- | ----------------------------------------- |
| Кевін Костнер   | Бад Джонсон                               |
| Мадлен Керролл  | Моллі Джонсон дочка Бада                  |
| Пола Петтон     | Кейт Медісон репортер                     |
| Келсі Греммер   | президент Ендрю Бун                       |
| Денніс Гоппер   | Дональд Грінліф кандидат у президенти США |
| Натан Лейн      | Арт Крамб помічник Дональда Грінліфа      |
| Стенлі Туччі    | Мартін Фокс помічник Ендрю Буна           |
| Джордж Лопез    | Джон Суїні директор телеканалу            |
| Джадж Рейнгольд | Волтер                                    |
| Чарльз Істен    | Льюїс                                     |
| Річард Петті    | в ролі самого себе                        |
| Віллі Нельсон   | в ролі самого себе                        |
| Мер Віннінгем   | Ларісса Джонсон мати Моллі                |
| Марк Мозес      | генеральний прокурор Уайт                 |
| Мері Гарт       | в ролі самої себе                         |
| Ларрі Кінг      | в ролі самого себе                        |
| Флойд Вестерман | старий індіанець                          |